# Fukuchi
Pour les articles homonymes, voir Fukuchi (homonymie).
Fukuchi (福智町, Fukuchi-machi) est un bourg du district de Tagawa, dans la préfecture de Fukuoka, au Japon.

## Géographie

### Situation
Fukuchi est situé dans le nord de la préfecture de Fukuoka.

### Démographie
Au 1er septembre 2014, la population de Fukuchi s'élevait à 23 599 habitants répartis sur une superficie de 42,04 km2.

## Histoire
Le bourg de Fukuchi a été créé en 2006 de la fusion des anciens bourgs d'Akaike, Hōjō et Kanada.

## Culture locale et patrimoine
Fukuchi est connu pour la porcelaine d'Agano.

## Transports
Fukuchi est desservi par les lignes Ita et Itoda de la compagnie Heisei Chikuho Railway. La gare de Kanada est la principale gare du bourg.